# Бруно I (Изенбург-Браунсберг)
Бруно фон Изенбург-Браунсберг (на немски: Bruno I von Isenburg-Braunsberg, Bruno I von Isenbur, Bruno I von Braunsberg; † пр. 8 октомври 1210) е граф на Изенбург в Браунсберг, основател на линията Изенбург-Браунсберг. 

## Произход
Той е син на Ремболд III фон Изенбург († ок. 1175). Бруно се жени за Теодора фон Вид († сл. 1218, спомената 1182 до 1192), дъщеря на граф Дитрих I фон Вид, сестра на архиепископа на Трир Теодерих II фон Вид († 1242).
През 1190 г. Бруно получава от тъста си Дитрих I пари и построява ок. 1200 г. замък Браунсберг близо до Анхаузен и се нарича на него „господар на Браунсберг“. Синовете му наследяват Графство Вид от чичо си Лотар фон Вид († 1244) заедно с братовчедите им Готфрид II и Герхард II от род Епщайн.

## Деца
Бруно и Теодора фон Вид имат децата: 
- Бруно II (1179 – 1256), основава втората графска фамилия цу Вид, женен за Йохана (1190 – 1265)
- Дитрих Стари (1211 – 1254), основава „линията Нидеризенбург“, която съществува до 1664 г., женен за Юта фон Цвайбрюкен († 1275)
- Арнолд (1190 – 1259), архиепископ и курфюрст на Трир 1242
- Агнес, омъжена 1195 г. за Вернер III фон Боланден († сл. 25 март 1221)